# Afroclinocera obesa
Afroclinocera obesa är en tvåvingeart som beskrevs av Sinclair 1999. Afroclinocera obesa ingår i släktet Afroclinocera och familjen dansflugor. Inga underarter finns listade i Catalogue of Life.